# Kostel svatého Jana Křtitele (Bílkov)
Kostel svatého Jana Křtitele se nachází na východním okraji místní části Dačic v Bílkově. Kostel je filiálním kostelem římskokatolické farnosti Dačice. Jde o jednolodní stavbu s románskogotickým jádrem a pětibokým závěrem. Kostel je spolu s přilehlým ohrazeným hřbitovem, dvěma branami a křížem chráněn jako kulturní památka České republiky.

## Historie
Kostel byl postaven snad kolem poloviny 13. století, kdy byl postaven románský presbytář a raně gotická loď. V roce 1371 byl kostel farním, farnost pak zanikla v 16. století. Budova fary pak byla až do roku 1790 opuštěna a následně zbořena a na jejím místě byla postavena škola.
Koncem téhož století byla přistavěna kaple, ze které byla později vytvořena sakristie. V polovině 14. století byl kostel upraven, primárně byl přebudován presbytář. V sousedství stál do poloviny 15. století hrad, který byl zbořen a kostel pak byl opevněn. V rámci opevnění byl kostel také upraven, byl upraven krov lodi a připraveno podsebití. V roce 1803 byla postavena nová zděná věž, původní věž byla dřevěná a ta byla stržena. Roku 1827 byl upraven hlavní oltář, vedlejší pak byly upraveny v roce 1861. V roce 1844 pak byla zaklenuta kostelní loď. Dle jiného zdroje došlo k zaklenutí v roce 1842, v tomtéž roce pak byly pořízeny kostelní hodiny.